# Gertrude Kitembo
Gertrude Kitembo Mpala est une femme politique de la République démocratique du Congo. Elle est depuis mars 2019 Présidente de l'Assemblée provinciale du Maniema. Kitembo a été Ministre des Postes et Télécommunications dans le Gouvernement de transition de la république démocratique du Congo. Elle a été également Gouverneur de la province du Maniema de mai 2000 à mars 2001.